# Neulinger Dolinen
Neulinger Dolinen ist ein Naturschutzgebiet im Karstgebiet der Bauschlotter Platte im Süden des Kraichgaus. Das Schutzgebiet gehört zur Gemarkung Göbrichen der Gemeinde Neulingen im baden-württembergischen Enzkreis.

## Landschaft und Geologie
Das Naturschutzgebiet liegt etwa auf halbem Weg zwischen Pforzheim und Bauschlott direkt westlich der Bundesstraße 294 (Pforzheim–Bretten) und knapp zwei Kilometer südöstlich von Göbrichen.
Unter Schutz gestellt ist eine Wiesenlandschaft in einer abflusslosen Senke mit einem Dolinenfeld. Im Nordwesten des Naturschutzgebiets liegt eine Quelle; das hier entstehende Rinnsal versickert nach 500 Meter in einer Doline. Geologisch liegt die Senke in den Gesteinen des Unterkeupers, die mit Lösslehm bedeckt sind. Unter dem Keuper steht der Obere und Mittlere Muschelkalk an. Über ausgelaugten Gips- und verkarsteten Kalkgesteinen des Muschelkalks brachen die fünf bis acht Meter tiefen Dolinen ein.
Im Süden grenzt ein bewaldeter kleiner Höhenzug an, dessen mit 355 m ü. NHN höchster Punkt, der Neulinger Berg, südwestlich des Naturschutzgebietes liegt. Im Westen und Norden liegen Streuobstwiesen, Wiesen und Äcker. Im Osten verläuft die Bundesstraße 294 in Dammlage.
Am Westrand des Naturschutzgebietes liegt die Wüstung Neulingen. In der ersten Hälfte des 12. Jahrhunderts erstmals erwähnt, wurde das Dorf um 1450 aufgegeben. In seiner Blütezeit war Neulingen mit schätzungsweise 350 Einwohnern eines der größeren Dörfer der Region. Der Ort lag zwischen zwei Quellarmen, die von Westen in die Senke führen. Anfänglich ein Rundling, wurde Neulingen um einen Straßenanger am nördlichen Quellarm erweitert. Die im Zuge der Kommunalreform aus drei Teilorten gebildete Gemeinde Neulingen übernahm den Namen des untergegangenen Ortes.

## Flora und Fauna
Der überwiegende Teil des Naturschutzgebietes wird von Glatthafer-Wiesen eingenommen. Im Quellgebiet im Nordwesten des Naturschutzgebiets befindet sich eine Nasswiese mit Sumpfdotterblume und Bach-Nelkenwurz. Das Rinnsal wird gesäumt von feuchtigkeitsliebenden Pflanzengesellschaften mit Wald-Simse und Aufrechten Igelkolben. Die Dolinen sowie die Umgebung der Quelle sind mit Baum- und Strauchgruppen bestanden, die von Vögeln und Kleinsäugern als Aufenthaltsort geschätzt werden. In den Wiesen stehen zum Teil alte Obstbäume, überwiegend Kirsche, aber auch Apfel und Birne.

## Naturschutzgebiet
Das Gebiet wurde durch eine Verordnung des Regierungspräsidiums Karlsruhe vom 1. Juli 1981 als Naturschutzgebiet ausgewiesen. Schutzzweck ist der Erhalt „der malerischen Wiesenlandschaft mit zahlreichen Dolinen in einer abflußlosen Senke.“ Hinsichtlich der Schutzwürdigkeit wird verwiesen auf die geologische Bedeutung der Dolinen sowie den ökologischen Wert der unterschiedlich feuchten Wiesen, Röhrichte, Gebüsch- und Baumbestände.
Der CDDA-Code für das Naturschutzgebiet lautet 82242 und entspricht der WDPA-ID. Von dem 12,16 Hektar großen Naturschutzgebiet sind 11,92 Hektar oder 98 Prozent zugleich Teil des FFH-Gebiets Enztal bei Mühlacker. Das Naturschutzgebiet ist vollständig vom Landschaftsschutzgebiet Gengenbachtal und Dolinenlandschaft südlich Göbrichen (Nr. 2.36.009) umgeben. Das Dolinenfeld ist unter dem Namen Neulinger Dolinenfeld, Neulingen-Göbrichen auch als Geotop geschützt.
Als Beeinträchtigung des Naturschutzgebietes wurde 2000 das Abkippen von Reisig, Hausmüll und Bauschutt in die Dolinen genannt.